# Инь-Ян (группа)
«Инь-Ян» — российско-украинская поп-группа, финалист сезона российского проекта «Фабрика звёзд-7». С момента основания и до 2012 года продюсером коллектива был Константин Меладзе.

## История

### Фабрика звёзд-7
Концепция Инь и Ян восходит к школе философии Древнего Китая и считается символом универсального дуализма мира.

Название группы символизирует внутренний театр человека и напоминает о том, что, несмотря на внешние отличия и разные характеры, лишь примирив оба своих начала с помощью того общего, что есть друг от друга в каждом из них, человек сможет обрести гармонию духа. Так и когда-то четыре разрозненные творческие единицы, объединившись в квартет, благодаря сочетанию разных качеств, характеров и манер пения, стали единым целым, которое сильнее и больше, чем сумма его составляющих.
В связи с дезинформацией со стороны клипмейкеров, в дебютном клипе название группы было написано с ошибкой «Инь-Янь» вместо «Инь-Ян». Это привело к тому, что на музыкальных сборниках «Фабрика звёзд-7» название коллектива также было написано с ошибкой. В результате название группы в половине случаев стали писать неправильным образом.
Дебютная песня коллектива, лирическая композиция «Мало-помалу», была представлена 25 ноября 2007 года, в день последнего отчётного концерта «Фабрика звёзд-7», на котором Татьяна Богачёва и Артём Иванов являлись номинантами.
В качестве песен номинантов в тот день впервые прозвучали «Невесомо» Константина Меладзе, исполненная Татьяной и «Если бы ты знала» авторства Дмитрия Климашенко в исполнении Артёма, впоследствии вошедшие в репертуар «Инь-Ян».
Намерение создать новую группу скрывалось до последнего момента и стало радостной неожиданностью для большого количества зрителей по всей стране.
В завершение последнего концерта Меладзе объявляет нежданный номер и произносит знакомое по Китайской философии название новой творческой единицы: «Инь-Ян», оставляя зал в предвкушении. Сохраняя интригу до последнего мгновения, одна за другой поднимаются тканевые белые колонны, скрывавшие исполнителей. Первым на радость всех, кто находился в зале, запел пожертвовавший отданный ему голос своей коллеге и в результате чего выбывший из проекта несколько минут тому назад Артём Иванов. Поднимается вторая колонна, и зрители с восторгом приветствуют Татьяну Богачёву. И вот они, казалось бы: Инь и Ян. Но то, что поначалу виделось дуэтом, тут же выросло в квартет, благодаря присоединившемуся любимчику телезрительниц Сергею Ашихмину и ушедшей в двух выпусках до того фабрикантке Юлии Паршуте.
Композиция «Мало-помалу» с момента премьеры вошла в ротацию радиостанций, занимая места в чартах, а запись выступления была вырезана из отчётного концерта и транслировалась самостоятельно на телеканале «Муз-ТВ».
9 декабря 2007 года группа «Инь-Ян» разделила третье место в финале «Фабрика звёзд-7» с группой БиС. Призом коллектива были съёмки клипа и сольный альбом. В тот день «Инь-Ян» выступила с новой песней авторства Константина Меладзе под названием «Сохрани меня». На неё был снят дебютный клип группы под руководством признанного Алана Бадоева.

### 2007—2013
На первом в истории России Дне семьи, любви и верности «Инь-Ян» исполнили гимн семьи, написанный Ильёй Резником.
4 сентября 2008 года вышла новая песня группы под названием «Карма», слова и музыку к которой написал Константин Меладзе. Премьера песни прошла на конкурсе «Пять звёзд». Спустя месяц появился на свет второй по счёту клип группы.
Агрессивный чёрно-белый стиль группы, ставший визитной карточкой коллектива после выхода клипа на песню «Сохрани меня», стал более утонченным, нежным, менее строгим, но не лишённым былой дерзости и характера, присущего песням, которые исполняет «Инь-Ян».
В сентябре 2009 года появилась композиция «Камикадзе». Месяц спустя вышел официальный клип на песню. Песня долгое время занимала первое место в топ-11 на «RuMusic», а группа выступила на юбилее телеканала «Мьюзик Бокс».
В 2009 году так же состоялось американское турне коллектива.
В 2010 году начался для группы «Инь-Ян» с объявления победы клипа на песню «Карма» на соревновании видеоклипов в рамках музыкального конкурса «Евровидение». Весной участники коллектива снялись в шоу в честь 8 марта 2010 года для телеканала СТС.
В 2010 году по результату международного зрительского голосования поклонников «Евровидения» — «Видео-Евровидение», клип группы «Инь-Ян» на песню «Карма» был признан лучшим клипом Европы.
12 апреля 2010 года состоялся выход песни «Пофиг». Спустя неделю вышло видео на композицию.
В преддверии Нового года, а также на трёхлетие коллектива, состоялась премьера новогоднего клипа на песню «Не отпускай моей руки».
В марте 2011 года группа участвовала в суперфинале проекта «Фабрика звёзд-7», получившего название «Фабрика звёзд. Возвращение».
26 мая 2011 года Юлия Паршута презентовала свою сольную авторскую песню «Здравствуй». В конце августа 2011 года Юлия Паршута покинула коллектив, решив начать сольную карьеру. 19 июня 2012 года состоялась премьера новой песни «Инопланетянин», написанной Константином Меладзе. 9 июля 2012 года вышел клип, снятый в Киеве Сергея Ткаченко. Затем, вышла песня «Oh Yeah». После данной композиции Константин Меладзе прекратил сотрудничество с коллективом.

### 2013—2019
С 2013 года участники группы, в частности Артём Иванов и Сергей Ашихмин начали писать композиции для группы.
В 2016 году группу временно покинула Татьяна Богачёва в связи с беременностью. На её место была приглашена бывшая солистка группы «Горячий шоколад» Татьяна Решетняк. Вместе с ней была выпущена песня «Мурашки». В ноябре 2016 года Богачёва вернулась в коллектив, а Решетняк ушла. Следом группу покинул Сергей Ашихмин, который сделал выбор в пользу сольной карьеры. В декабре 2017 года была выпущена песня «Бесконечность». В 2019 году Артём Иванов и Татьяна Богачёва расторгли брак, а группа прекратила активную концертную деятельность и лишь изредка выступала на корпоративах.

### с 2022
В ноябре 2022 года коллектив вернулся как дуэт Артёма Иванова и Татьяной Богачёвой. В декабре 2022 года в группу вернулся Сергей Ашихмин. 23 декабря 2022 года группа выступила с концертом на Авторадио.
В мае 2023 года вышла композиция кавер на песню певца Валерия Меладзе — «ЯНМБТ» (Я не могу без тебя). В январе 2024 года — «Слушая мой голос». В мае 2024 года — релиз песни «Между двух огней». В октябре 2024 года группа записала кавер на песню группы «ВИА Гра» — «Я не вернусь».

## Состав группы
Первоначально в 2007 году группа была квартетом, а в её состав входили Артём Иванов, Татьяна Богачёва, Сергей Ашихмин и Юлия Паршута. В 2011 году группу покинула Юлия Паршута.
В 2016 году из-за беременности коллектив временно покинула Татьяна Богачёва, с марта по ноябрь 2016 года её заменяла Татьяна Решетняк. Когда вернулась Татьяна Богачёва, ушла Татьяна Решетняк, но следом за ней ушёл Сергей Ашихмин.
В ноябре 2022 года коллектив вернулся как дуэт. В декабре 2022 года — как трио. Состав: Артём Иванов-Татьяна Богачёва-Сергей Ашихмин.
| ноябрь 2007 — август 2011  | Артём Иванов Татьяна Богачёва Сергей Ашихмин Юлия Паршута |
| август 2011 — март 2016    | Артём Иванов Татьяна Богачёва Сергей Ашихмин              |
| март 2016 — ноября 2016    | Артём Иванов Татьяна Решетняк Сергей Ашихмин              |
| ноябрь 2016 — декабрь 2022 | Артём Иванов Татьяна Богачёва                             |
| декабрь 2022 — н.в.        | Артём Иванов Татьяна Богачёва Сергей Ашихмин              |

| Действующие участники Бывшие участники |

## Список песен
| Год  | Название                 | Автор музыки                      | Автор слов                                   | Альбом                                            |
| ---- | ------------------------ | --------------------------------- | -------------------------------------------- | ------------------------------------------------- |
| 2007 | «Мало-помалу»            | Константин Меладзе                | Константин Меладзе, Диана Максимчук (Гольдэ) | Сборник: «Фабрика звёзд 7 братьев Меладзе» (2007) |
| 2007 | «Сохрани меня»           | Константин Меладзе                | Константин Меладзе                           |                                                   |
| 2008 | «Невесомо»               | Константин Меладзе                | Константин Меладзе, Диана Максимчук (Гольдэ) |                                                   |
| 2008 | «Чёрная кошка»           | Константин Меладзе                | Константин Меладзе                           |                                                   |
| 2008 | «Все мине»               | Константин Меладзе                | Константин Меладзе, Диана Максимчук (Гольдэ) |                                                   |
| 2008 | «Тая» («Внучка лесника») | Константин Меладзе                | Константин Меладзе                           |                                                   |
| 2008 | «По встречной»           | Дмитрий Климашенко                | Леонид Басович, Татьяна Решетняк             |                                                   |
| 2008 | «Если бы ты знала»       |                                   |                                              |                                                   |
| 2008 | «Плюс и минус»           | Константин Меладзе                | Константин Меладзе, Диана Максимчук (Гольдэ) |                                                   |
| 2008 | «Всё сделала сама»       | Константин Меладзе                | Константин Меладзе, Диана Максимчук (Гольдэ) |                                                   |
| 2008 | «Карма»                  | Константин Меладзе                | Константин Меладзе                           | N/A                                               |
| 2008 | «Гимн семьи»             | Александр Лунёв                   | Илья Резник                                  |                                                   |
| 2009 | «Камикадзе»              | Константин Меладзе                | Константин Меладзе, Диана Максимчук (Гольдэ) | Сборник: «Big Love Show» (2010)                   |
| 2010 | «Не отпускай моей руки»  | Константин Меладзе                | Константин Меладзе                           | N/A                                               |
| 2010 | «Пофиг»                  | Константин Меладзе                |                                              |                                                   |
| 2012 | «Инопланетянин»          | Константин Меладзе                |                                              |                                                   |
| 2012 | «Oh, Yeah!»              | Константин Меладзе                |                                              |                                                   |
| 2013 | «Круто»                  | Артём Иванов                      |                                              |                                                   |
| 2014 | «Таиланд»                |                                   |                                              |                                                   |
| 2015 | «Суббота» (feat. #Yes17) |                                   |                                              |                                                   |
| 2015 | «Танцуй»                 | Сергей Ашихмин                    |                                              |                                                   |
| 2015 | «Рассвет»                | Артём Иванов                      |                                              |                                                   |
| 2016 | «Мурашки»                |                                   |                                              |                                                   |
| 2017 | «Бесконечность»          |                                   |                                              |                                                   |
| 2023 | «ЯНМБТ»                  | Константин Меладзе                |                                              |                                                   |
| 2024 | «Слушая мой голос»       | Артём Иванов                      |                                              |                                                   |
| 2024 | «Между двух огней»       | Сергей Ашихмин, Виолетта Ткаченко |                                              |                                                   |
| 2024 | «Я не вернусь»           | Константин Меладзе                |                                              |                                                   |

## Чарты
| Год  | Название                | Чарты                               | Чарты                              | Чарты                               | Чарты                             | Чарты                           | Чарты                               | Альбом                                                     |
| Год  | Название                | Россия и СНГ (TopHit Общий Топ-100) | Россия (TopHit Московский Топ-100) | Украина (TopHit Украинский Топ-100) | Украина (TopHit Киевский Топ-100) | Радиочарт по заявкам TopHit 100 | Россия и СНГ (TopHit Общий годовой) | Альбом                                                     |
| ---- | ----------------------- | ----------------------------------- | ---------------------------------- | ----------------------------------- | --------------------------------- | ------------------------------- | ----------------------------------- | ---------------------------------------------------------- |
| 2007 | «Мало-помалу»           | 24                                  | 54                                 | -                                   | -                                 | 7                               | -                                   | «Фабрика звёзд 7 братьев Меладзе. Шоу завершается!» (2008) |
| 2008 | «Сохрани меня»          | 69                                  | 130                                | -                                   | 42                                | 6                               | -                                   | «Фабрика звёзд 7 братьев Меладзе. Шоу завершается!» (2008) |
| 2008 | «Карма»                 | 112                                 | -                                  | -                                   | 90                                | 41                              | -                                   | TBA                                                        |
| 2009 | «Камикадзе»             | 12                                  | 14                                 | 104                                 | 7                                 | 5                               | -                                   | «Big Love Show» (2010)                                     |
| 2010 | «Пофиг»                 | 32                                  | 55                                 | 31                                  | 8                                 | 20                              | -                                   | TBA                                                        |
| 2010 | «Не отпускай моей руки» | 82                                  | -                                  | 7                                   | 28                                | 16                              | -                                   |                                                            |
| 2012 | «Инопланетянин»         | 151                                 | -                                  | 25                                  | 61                                | 86                              | -                                   |                                                            |
| 2012 | «O Yeah»                | 135                                 | 114                                | 60                                  | 181                               | 9                               | -                                   |                                                            |
| 2013 | «Круто»                 | -                                   | -                                  | 51                                  | -                                 | -                               | -                                   |                                                            |
| 2015 | «Суббота»               | 172                                 | -                                  | 169                                 | 89                                | 47                              | -                                   |                                                            |
| 2015 | «Танцуй»                | 202                                 | -                                  | -                                   | -                                 | 28                              | -                                   |                                                            |
| 2015 | «Рассвет»               | 198                                 | -                                  | -                                   | -                                 | 89                              | -                                   |                                                            |
| 2023 | «ЯНМБТ»                 | -                                   | -                                  | -                                   | -                                 | -                               | -                                   |                                                            |
| 2024 | «Между двух огней»      | -                                   | -                                  | -                                   | -                                 | -                               | -                                   |                                                            |
| 2024 | «Я не вернусь»          | -                                   | -                                  | -                                   | -                                 | -                               | -                                   |                                                            |

## Видеография
| Год  | Клип                    | Режиссёр                    | Состав                                                       | Альбом                                                     |
| ---- | ----------------------- | --------------------------- | ------------------------------------------------------------ | ---------------------------------------------------------- |
| 2008 | «Сохрани меня»          | Алан Бадоев                 | Артём Иванов, Татьяна Богачёва, Сергей Ашихмин, Юлия Паршута | «Фабрика звёзд 7 братьев Меладзе. Шоу завершается!» (2008) |
| 2008 | «Карма»                 | Алан Бадоев                 | Артём Иванов, Татьяна Богачёва, Сергей Ашихмин, Юлия Паршута | N/A                                                        |
| 2009 | «Камикадзе»             | Сергей Солодкий             | Артём Иванов, Татьяна Богачёва, Сергей Ашихмин, Юлия Паршута | «Big Love Show» (2010)                                     |
| 2010 | «Пофиг»                 | Сергей Солодкий             | Артём Иванов, Татьяна Богачёва, Сергей Ашихмин, Юлия Паршута | N/A                                                        |
| 2010 | «Не отпускай моей руки» | Сергей Солодкий             | Артём Иванов, Татьяна Богачёва, Сергей Ашихмин, Юлия Паршута | N/A                                                        |
| 2012 | «Инопланетянин»         | Сергей Ткаченко             | Артём Иванов, Татьяна Богачёва, Сергей Ашихмин               | N/A                                                        |
| 2014 | «Круто»                 | Кадим Тарасов               | Артём Иванов, Татьяна Богачёва, Сергей Ашихмин               | N/A                                                        |
| 2015 | «Суббота feat. Yes17»   | Андрей Кириллов             | Артём Иванов, Татьяна Богачёва, Сергей Ашихмин               | N/A                                                        |
| 2024 | «Я не вернусь»          | Сергей Ашихмин, Олег Зайцев | Артём Иванов, Татьяна Богачёва, Сергей Ашихмин               | N/A                                                        |